# N.R.H. Langkilde
Niels Rasmussen Hellfach Langkilde (21. april 1810 i Tranekær – 11. juni 1892 i Odense) var en dansk godsejer og etatsråd, far til H.P. og W.A. Langkilde.
Han var søn af løjtnant Frantz Jørgen Hellfach på Vejlegård og Bodil Rasmusdatter Egeløkke og blev adopteret af Hans Peter Langkilde. Han tjente til 1828 på by- og herredskontoret i Præstø, blev 1829 exam. jur., derefter hjemme hos adoptivfaderen, godsforvalter på Hofmansgave og forpagter af Sandholt. Han blev 1848 ejer af Bramstrup i Nørre Lyndelse Sogn, 1856 justitsråd, 22. august 1865 Ridder af Dannebrog og 1870 etatsråd, 13. februar 1884 Dannebrogsmand.
Langkilde var landvæsenskommissær, medlem af Odense Amtsråd, fra 1864 formand for jagtrettens afløsning i Odense Amt, formand for afløsningen af det gårde og bolsteder påhvilende hoveri og lignende pligtarbejde i 6. Landstingskreds (indtil 1890) og for afløsningen af pligtarbejde af huse og boliger på landet i Odense Amt, formand for Fyens Stifts patriotiske Selskab, 1860 medstifter af og medlem af direktionen for Kreditforeningen af Grundejere i Fyens Stift, repræsentant i Fyens Disconto Kasse, senere næstformand for bestyrelsen.
Han ægtede 3. april 1835 i Kullerup Kirke Frederikke Langkilde (1. august 1814 i Simmerbølle - 4. november 1896 i Nørre Lyndelse), datter af ejer af Biskopstorp Niels Langkilde og 1. hustru Anna Marie Christensdatter
Han er begravet på Nørre Lyndelse Kirkegård.